# Comitetul Național Olimpic și Sportiv din Republica Moldova
Das Comitetul Național Olimpic și Sportiv din Republica Moldova ist das Nationale Olympische Komitee von Moldau.

## Geschichte
Das Nationale Olympische Komitee der Republik Moldau wurde am 29. Januar 1991 in Chișinău gegründet und zwei Jahre später vom Internationalen Olympischen Komitee anerkannt. Präsident der CNOS war von ihrer Gründung bis 2001 Efim Josanu, seitdem ist der Präsident der ehemalige sowjetische Olympionike Nicolae Juravschi, zweifacher Olympiasieger bei den Spielen von Seoul 1988.